# غاز سي إس

الصيغة الهيكلية لمادة سي إس

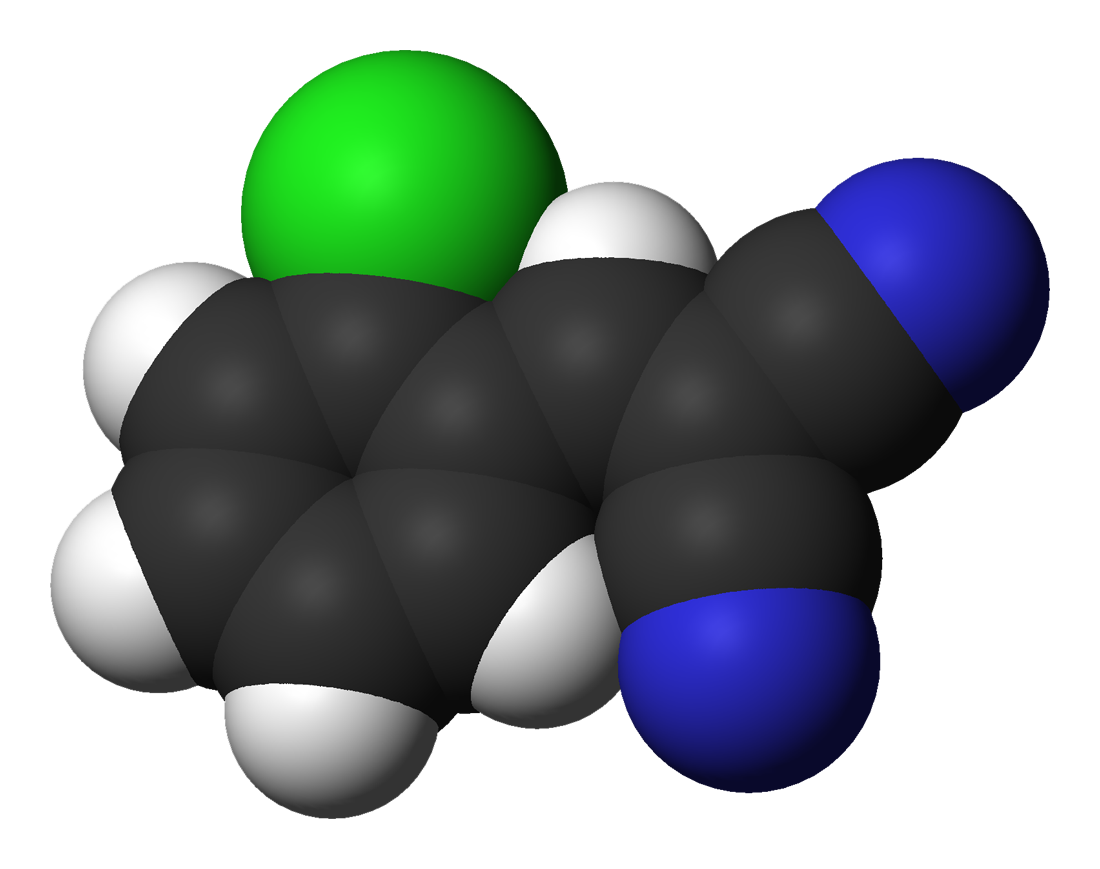
جرافيك ثلاثي الأبعاد يمثل التركيب الكيميائي لمادة سي إس

غاز سي إس (بالإنجليزية: CS gas)‏ هو الاسم الشائع لمادة كلوروبنزالمالونونيتريل (بالإنجليزية: chlorobenzalmalononitrile or o-chlorobenzylidene malononitrile)‏، هو غاز مسيل للدموع يستخدم في تفريق المظاهرات. وهو في الحقيقة ليس غازاً، بل يوجد على شكل رذاذ لمادة مذيبة متطايرة مضاف إليها مادة الكلوروبنزالمالونونيتريل (سي إس)، وهي مادة صلبة في درجة حرارة الغرفة. يعتبر غاز سي إس مادة غير قاتلة، وقد اكتشفه أمريكيان هما بن كورسون وروجر ستوتون في كلية ميدلبيري سنة 1928، واشتق اسمه الشائع (سي إس) من الحرفين الأولين من اسمي عائلتي مكتشفيه.
طورت مادة سي إس وأجريت عليها التجارب سراً في حقل تجارب بورتون داون في ويلتشير بإنجلترا (وهو حقل تجارب استخدمه الجيش البريطاني في تجربة الأسلحة الكيماوية) في الخمسينيات والستينيات من القرن العشرين، واستخدم في البداية على الحيوانات، ثم على متطوعين من جنود الجيش البريطاني، ولوحظ أن تأثير سي إس على الحيوانات محدود نظراً «لقنواتها الدمعية الأقل تطوراً ولأن وجود الفراء يشكل نوعاً من الحماية».

## التصنيع
ينتج السي إس بتفاعل مادتي 2-كلوروبنزالديهيد ومالونونيتريل باستخدام «تفاعل تكثيف كنوفيناجل».
تستخدم مادة قاعدية ضعيفة (مثل البيبريدين أو البايريدين) كعامل حفاز، ولم تتغير طريقة إنتاج المادة منذ اكتشفها كورسون وستاوتون، إلا أن البعض اقترحوا مواد قاعدية مغايرة وطرقاً تخلو من استخدام المذيبات ووسائل للتحفيز باستخدام الموجات فائقة القصر لتحسين إنتاج المادة.
وقد وصف الكيميائيان اللذان اكتشفا المادة سنة 1928 خواصها الفسيولوجية: «تتسبب أنواع معينة من هذه المركبات ثنائية النيتريل في آثار مشابهة لآثار الغازات المثيرة للعطس والغازات المسيلة للدموع، وهي لا تسبب أضراراً عند الإمساك بها في حال كونها رطبة، إلا أن آثار المسحوق الجاف كارثية (حسب تعبيرهما)».

### استخدامه على شكل رذاذ

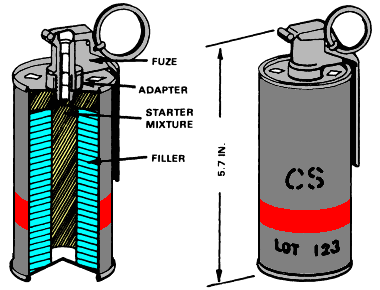
قنبلة دخان تستخدم لإطلاق الغاز المسيل للدموع

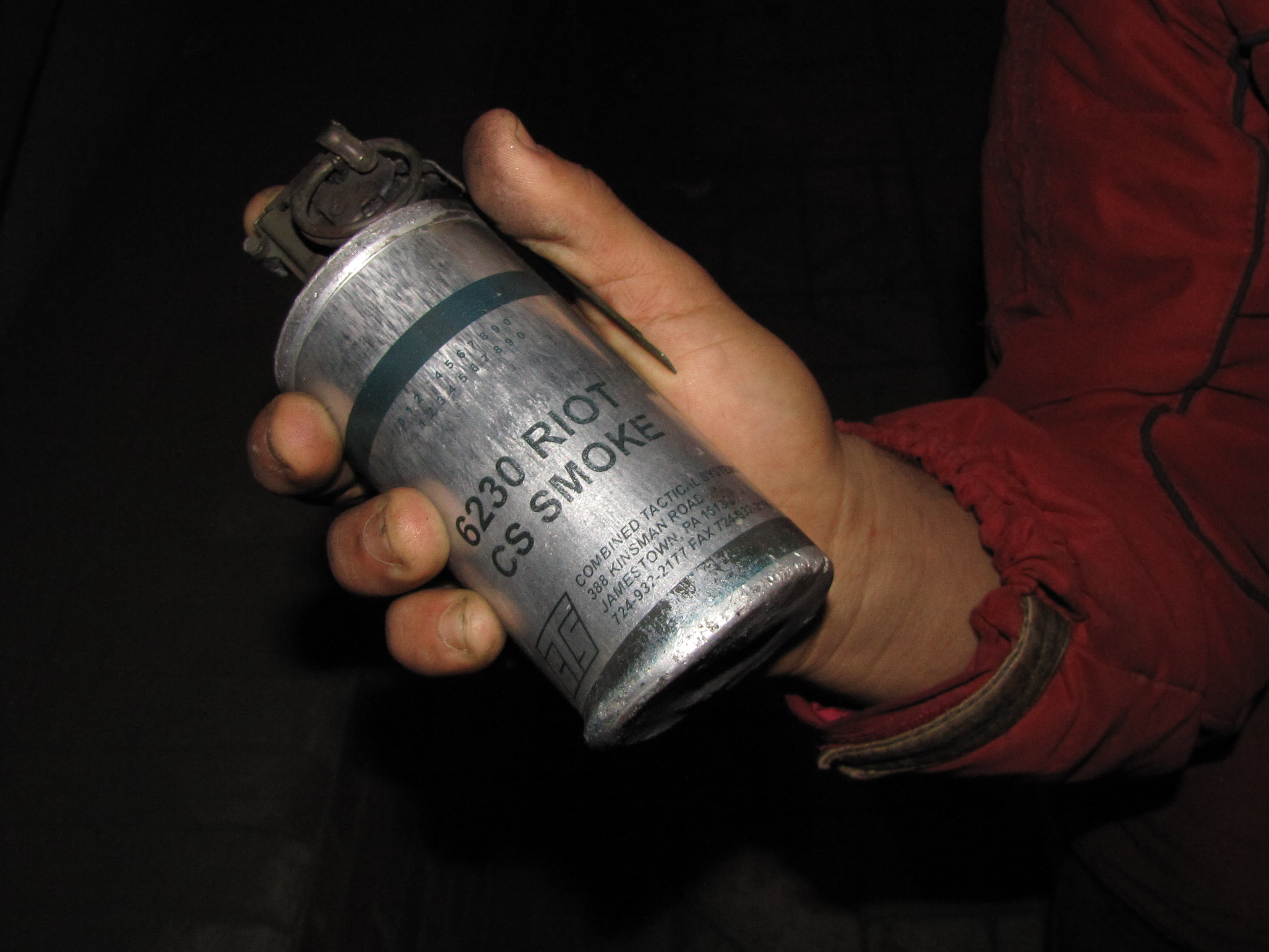
قنبلة مسيلة للدموع استخدمتها الشرطة المصرية لقمع تظاهرات ما سمي بجمعة الغضب يوم 28 يناير 2011

نظراً لأن مادة 2-كلوروبنزالمالونونيتريل هي مادة صلبة ـ وليست غازية ـ في درجة حرارة الغرفة، فهناك عدة تقنيات تستخدم لإتاحة استخدام هذه المادة الصلبة كرذاذ، منها:
- تذويبها ورشها وهي ذائبة
- حلها في مذيب عضوي
- استخدام مسحوق «سي إس 2» الجاف (وهو السي إس على شكل مسحوق مسلكن ومذرور)
- وضع السي إس في قنابل حرارية تطلق غازات ساخنة.[7]

استخدم السي إس أثناء حصار واكو سنة 1979 مذاباً في مادة ثنائي الكلوروميثان (وهي مذيب عضوي يعرف أيضاً باسم كلوريد الميثيلين)، وكان المحلول يطلق كرذاذ بفعل القوة التفجيرية التي ينجم عنها تبخر مادة ثنائي كلوريد الميثيلين شديدة التطاير وانتشار بلورات السي إس في الجو على شكل حبيبات متناهية في الصغر.

## التأثير
تتراوح آثار الغازات المسيلة للدموع وغيرها من المواد المستخدمة في مكافحة الشغب بين الإدماع البسيط وبين القيء الفوري والانهيار الجسدي. وأشهر تلك الكيماويات وأكثرها استخداماً هما «سي إن» و«سي آر»، رغم أن هناك حوالي 15 نوعاً مختلفاً من الغازات المسيلة للدموع (مثل الأدامسايت أو البروموأسيتون، والسي إن بي، والسي إن سي). ولكن استخدام السي إس حظي بانتشار أكبر نظراً لآثاره القوية مع انخفاض سميته بالمقارنة بغيره من المواد الكيماوية المماثلة. ويعتمد تأثير السي إس على كونه في صورة محلول أو على شكل رذاذ؛ إذ يعتبر حجم قطرات المحلول أو جزيئات الرذاذ من العوامل المحددة لمدى تأثيره على الجسم البشري.
تتفاعل المادة مع الرطوبة الموجودة على الجلد وفي العينين، مسببة الشعور بالحرقان وإغلاق العينين على الفور بقوة. وتشمل الآثار عادةً سيلان الدموع من العينين والمخاط من الأنف، والسعال، والشعور بحرقان في الأنف والحلق، وفقدان التركيز، والدوار، وصعوبة التنفس. كما يحدث السي آر حروقاً في الجلد في المناطق المرطبة بالعرق أو في حالة التعرض للشمس الحارقة. وقد يتسبب في حدوث سعال شديد وقيء في حالة استخدامه بجرعات عالية التركيز. وتنتهي جميع الأعراض تقريباً في ظرف دقائق من التعرض له.

## السمّية
رغم أن السي آر يصنف كسلاح غير مميت يستخدم لتفريق الجموع، إلا أن العديد من الدراسات أثارت الشكوك حول هذا التصنيف. فبالإضافة إلى أنه قد يتسبب في أذى شديد للرئتين، فقد يؤثر أيضاً تأثيرات بالغة على القلب والكبد.
ففي 28 سبتمبر 2000، نشر البروفيسور أوفي هاينريش دراسة أجراها جون دانفورث ـ من مكتب الاستشارات الخاصة الأمريكي ـ حول استخدام مكتب التحقيقات الفيدرالي الأمريكي لغاز سي إس في مركز جبل الكرمل (مقر الطائفة البروتستانتية المعروفة بالطائفة الداوودية Branch Davidians). وخلصت الدراسة إلى أن هناك عاملان يحددان إمكانية حدوث الوفاة نتيجة لاستخدام هذا الغاز هما: استخدام أقنعة الغاز من عدمه، وما إذا كان من يتعرضون للهجوم بالغاز موجودين في منطقة مفتوحة أم مكان مغلق. واستنتج أنه عند عدم استخدام قناع غاز، وفي حالة وجود المهاجَمين في مكان مغلق فإن «... هناك احتمال واضح لأن يساهم مثل هذا التعرض لغاز سي إس في إحداث الوفاة، بل ويمكن أن يتسبب فيها بشكل مباشر».
كما تربط العديد من الدراسات بين التعرض لغاز سي إس وبين حدوث الإجهاض، وهو ما يتفق مع ما ورد في تقارير سابقة عن تسببه في إحداث خلل في كروموسومات (صبغيات) الخلايا عند الثدييات.
يؤدي أيض السي إس داخل الجسم إلى تكون مادة السيانيد. ويذكر تقرير أصدره مركز الجيش الأمريكي لتحسين الصحة والطب الوقائي أن غاز السي إس يطلق «أبخرة شديدة السمية» عندما يسخن إلى حد التحلل، وأن غاز السي إس في تركيزات عالية يمثل خطراً عاجلاً على الحياة والصحة. كما ذكر التقرير أيضاً أنه يجب تقديم العلاج الطبي بشكل فوري لمن يتعرض لهذا الغاز.
وقد أشارت أصابع الاتهام إلى أن غاز سي إس هو الذي تسبب في وفاة جواهر أبو رحمة في 31 ديسمبر 2010 بيد الجيش الإسرائيلي، رغم أن الجيش الإسرائيلي شكك آنذاك في التقرير.
يذكر أن مذيب MiBK الذي يستخدم في إذابة مادة سي آر لتحويلها إلى رذاذ هو مادة ضارة هي الأخرى، تتسبب في حدوث التهابات وحروق في الجلد وإلى تلف في خلايا الكبد.

## التطهير
يمكن إزالة آثار غاز سي إس باستخدام محلول قلوي يتكون من الماء وثنائي كبريتيت الصوديوم بتركيز 5%، كما استخدمت حديثاً مادة الديفوتيرين (المستخدمة في أغراض الأمن الصناعي والمعملي) لنفس الغرض بكفاءة عالية.

## استخدامه

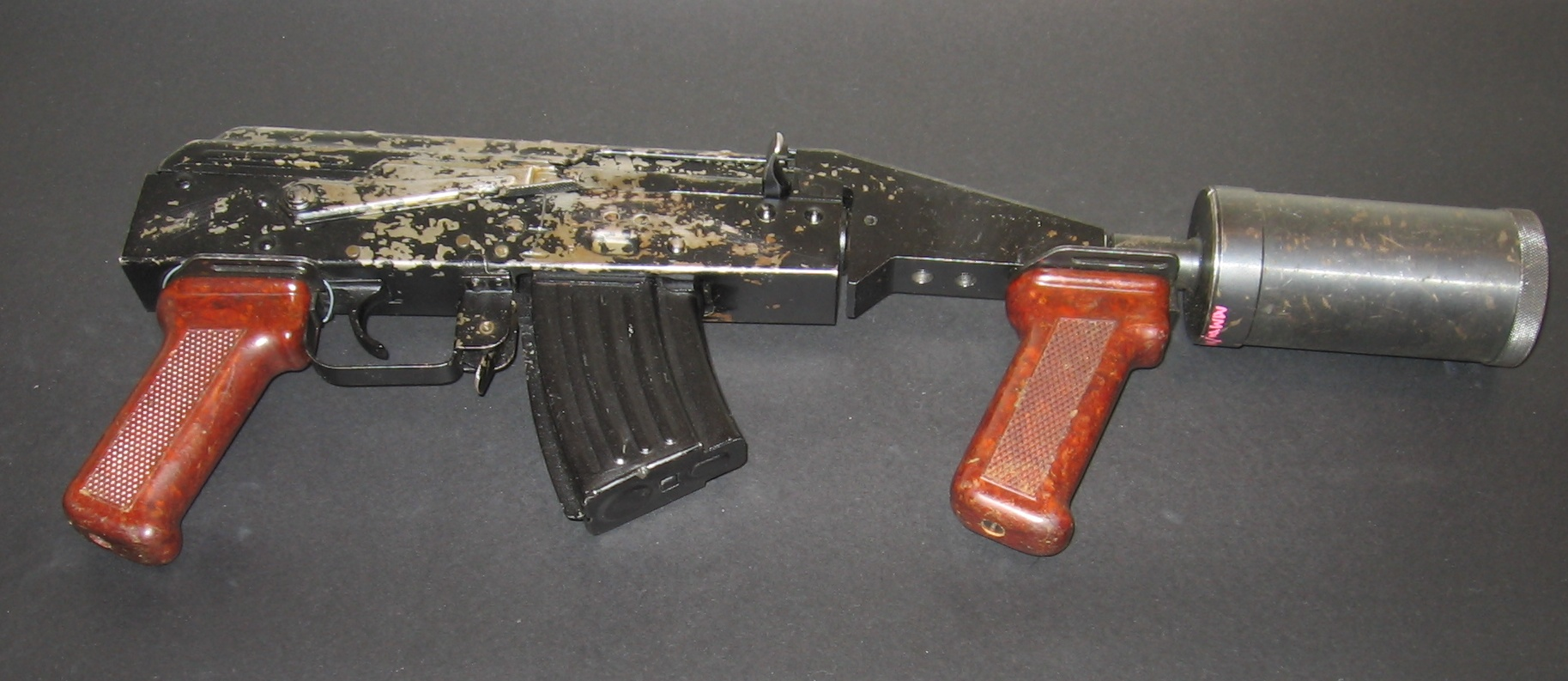
بندقية بولندية الصنع من طراز RWGŁ-3 تستخدم لإطلاق قنابل الغاز المسيل للدموع

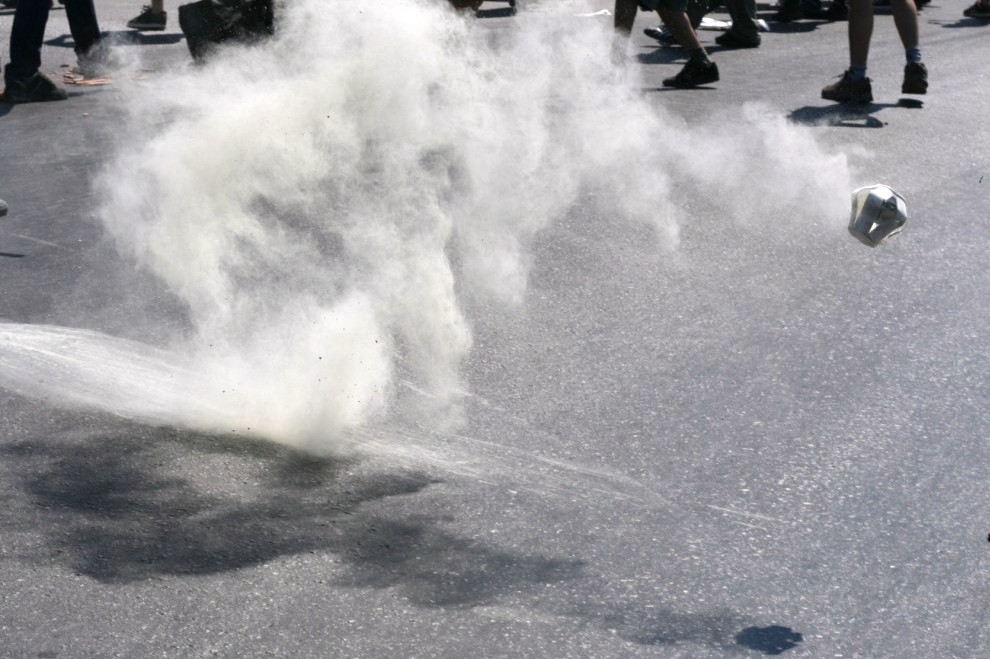
قنبلة مسيلة للدموع عقب انفجارها مباشرة

تستخدم الشرطة في مناطق عديدة من العالم غاز سي إس كوسيلة لشل حركة المهاجمين أو المتظاهرين غير السلميين بغرض السيطرة عليهم، ويُعرّض أفراد الشرطة الذين يتم تدريبهم على إطلاق السي آر لهذا الغاز بشكل روتيني كجزء من تدريباتهم.
ورغم أن السي إس طور بالأساس لاستخدام قوات الشرطة، إلا أن العصابات الإجرامية في عدة دول استخدمته في بعض هجماتها.
أما عن استخدام السي إس في الحروب فهو محظور بموجب اتفاقية حظر الأسلحة الكيماوية لعام 1997 (وقعت معظم الدول على هذه المعاهدة سنة 1993، وفي الفترة بين 1994 و1997 كانت جميع دول العالم قد وقعت عليها باستثناء خمس دول). ويرجع حظر السي إس إلى سبب براجماتي في الأساس، هو أن استخدامه بواسطة أحد الطرفين المتنازعين قد يؤدي إلى رد فعل انتقامي قد تستخدم فيه أسلحة كيماوية أكثر سمية كغاز الأعصاب. والدول الخمس التي لم توقع على هذه الاتفاقية (وبالتالي فهي غير ملزمة ببنودها) هي أنغولا وسوريا والصومال وكوريا الشمالية ومصر.
وعلى النقيض فإن الاستخدام الداخلي لغاز سي إس مشروع في دول عديدة؛ وذلك لأن اتفاقية حظر الأسلحة الكيماوية تحظر استخدامه في الحروب فقط.

### إسرائيل

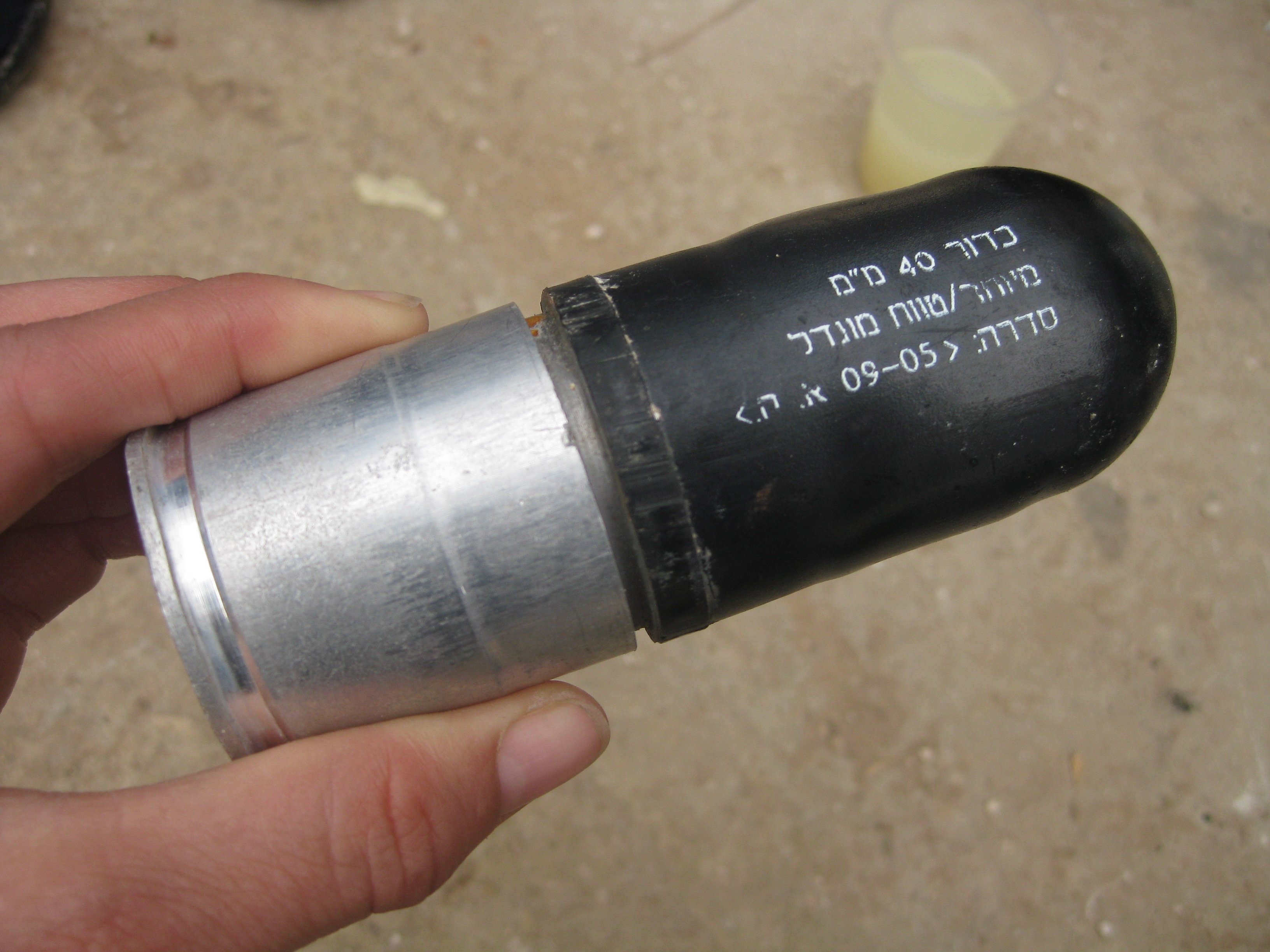
قنبلة مسيلة للدموع إسرائيلية الصنع

استخدمت الشرطة الإسرائيلية غاز سي إس في تفريق المتظاهرين عدة مرات، سواء داخل الأراضي التي تخضع للسلطة الوطنية أو على حدود الضفة الغربية مع أراضي سنة 1948.

### سريلانكا
استخدمت حركة نمور التاميل المتمردة في سريلانكا غاز سي إس ضد القوات الحكومية التي كانت تنفذ هجوماً ضدها في سبتمبر 2008، وقد نجح ذلك بالفعل في إعاقة تقدم الجيش، ولكن بشكل مؤقت.
ويعد هذه واحداً من الأمثلة القليلة لاستخدام المتمردين للغاز المسيل للدموع في مواجهة قوات حكومية.

### العراق
نجح العراق في تصنيع السي إس في سبعينيات القرن العشرين وأنتجت أطنان منه في الثمانينيات في المدائن جنوب بغداد ثم في المثنى. وقد أمر الرئيس العراقي آنذاك صدام حسين باستخدام غازات الأعصاب ضد الأكراد العراقيين داخل العراق وضد إيران أثناء الحرب العراقية الإيرانية. ويعتقد أن القوات العراقية استخدمت مواد كيميائية متنوعة أثناء الهجوم، من بينها غاز الخردل وغازات الأعصاب كالسارين والسومان والتابون وغاز في إكس. كما أشارت بعض المصادر أيضاً إلى استخدام مادة سيانيد الهيدروجين التي تؤثر على قدرة كرات الدم الحمراء على استخلاص الأكسجين.
وفد استخدم في سنه 2016 ضد المتظاهرين المطالبين بمحاسبة الفاسدين وتقديم الخدمات حيث استخدمت قوات تابعة لوزارة الداخلية التي يرأسها القيادي في منظمة بدر محمد سالم الغبان
حيث ادى استخدام هذا الغاز إلى قتل 2 من المتظاهرين ومئآت حالات الاختناق بعضها خطيرة جدا استخدم لحد الآن مرتين ضد المتظاهرين السلميين يذكر ان أمريكا زودت العراق ب 10 قنبلة من هذا الغاز
وأثناء حرب العراق قام مرتزقة شركة بلاك ووتر العالمية التي تعمل لحساب الولايات المتحدة بإطلاق غاز سي إس على نقطة تفتيش في المنطقة الخضراء ببغداد من طائرة هليكوبتر.

### الفلبين
استخدم السي إس في قمع التمرد الذي قاده السيناتور أنطونيو تريانتيس في مدينة ماكاتي، حيث أطلق الغاز داخل المبنى ليصيب جميع الموجودين فيه، بما في ذلك المراسلين والصحفيين.

### فييتنام

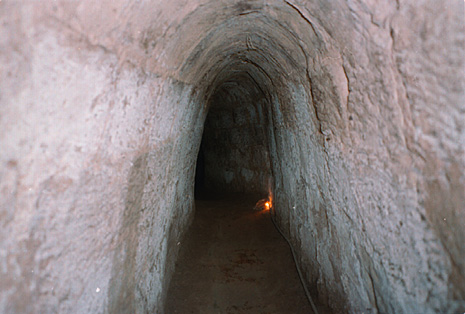
استخدم الجيش الأمريكي غاز سي إس في محاولة لإخراج مقاتلي فيت كونج من أنفاقهم

استخدم الجيش الأمريكي آلاف الأطنان من غاز سي إس في فييتنام في محاولة لإخراج مقاتلي الفيت كونج من مخابئهم، كما استخدمته قوات فييتنام الشمالية في بعض المعارك، مثل معركة هوي سنة 1966، وهجوم عيد الفصح سنة 1972.

### قبرص
شهدت قبرص أول تجربة ميدانية لغاز سي إس على يد الجيش البريطاني سنة 1958، وكان يعرف آنذاك باسمه الكودي T792.

### مصر

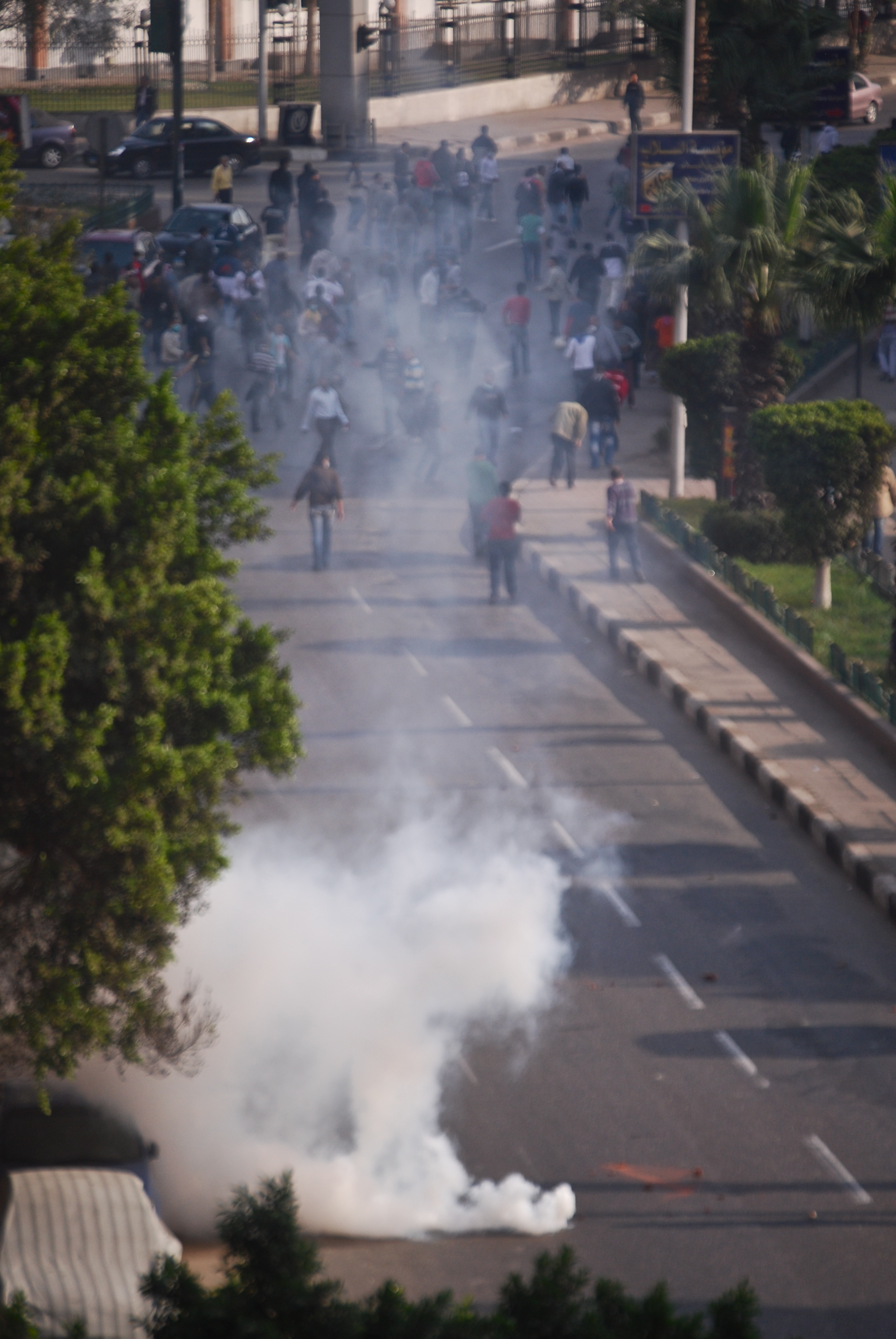
مظاهرة في القاهرة أثناء مهاجمتها بالقنابل المسيلة للدموع يوم 28 يناير 2011

استخدمت الشرطة المصرية الغاز المسيل للدموع بكثافة في عدة مواجهات بينها وبين محتجين، وخاصة أثناء ثورة 25 يناير وفي الفترة التالية لها. وتواجه الشرطة المصرية اتهامات باستخدام قنابل مسيلة للدموع منتهية الصلاحية، بعضها يرجع تاريخ إنتاجه إلى سنة 1987، وهو ما أثبتته تقارير للطب الشرعي ولجنة تقصي الحقائق قُدمت أثناء محاكمة وزير داخلية مبارك اللواء حبيب العادلي.
وقد نشر على شبكة الإنترنت بحث للناشط المصري أحمد كمال عقب أحداث يومي 28 و29 يونيو 2011 تضمن صور بعض القنابل المسيلة للدموع التي استخدمت في قمع تلك التظاهرات، وذكر فيه أن القنابل المسيلة للدموع المستخدمة في منتهية الصلاحية منذ سنة 2008، حيث كان تاريخ الإنتاج المدون على العبوة هو سنة 2003، بينما مدة صلاحية العبوة هي 5 سنوات حسب تعليمات الشركة المنتجة.

### المملكة المتحدة

#### أيرلندا الشمالية
استخدم غاز سي إس على نطاق واسع في منطقة بوغسايد بمدينة ديري في أيرلندا الشمالية إبان ما سمي «معركة بوغسايد»، وهي أحداث شغب دامت يومين في أغسطس 1969. وقد أطلق آنذاك ـ في تلك المنطقة ذات الكثافة السكانية العالية ـ ما مجموعه 1091 عبوة تحتوي كل منها على 12.5 جراماً من مادة سي إس، و14 عبوة تحتوي كل منها على 50 جراماً من نفس المادة. وفي 30 أغسطس بدأ استقصاء لبحث الآثار الصحية لاستخدام السي إس في ديري. وقد طالب الاستقصاء (الذي لا يمكن النظر إليه بمعزل عن الظروف السياسية آنذاك) بضرورة إجراء المزيد من الأبحاث حول غاز سي إس قبل استخدامه في مكافحة الشغب.
وفي العام التالي وقعت أحداث شغب في بلفاست (سميت بحظر تجوال فولز أو معركة الفولز) أطلق الجيش البريطاني ما يقرب من 1600 عبوة في منطقة «فولز رود» ذات الكثافة السكانية العالية، كما استخدم أيضاً في لينادون في 9 يوليو 1972 عقب انهيار وقف إطلاق النار مع الجيش الجمهوري الأيرلندي. وقد توقفت قوات الأمن والجيش البريطاني فيما بعد عن استخدام غاز سي إس في أيرلندا الشمالية، بعد أن كانا قد دأبا على استخدامه في تفريق الجموع في كل من ديري وبلفاست.

#### الأراضي البريطانية
شهد عام 1944 أول استخدام لغاز سي إس في الأراضي البريطانية (خارج التدريبات العسكرية) وذلك في محاولة لإطلاق بعض الرهائن في شمال لندن. حيث أطلق الجنود قنابل غاز السي إس في محاولة للتعجيل بإنهاء الأزمة، غير أن خاطف الرهائن استخدم قناعاً مضاداً للغاز ليقي نفسه، مما تسبب في فشل المحاولة.
وكان الاستخدام الثاني لغاز سي إس على الأراضي البريطانية سنة 1973، أثناء حصار تراف غيت في أولدهام، حيث أطلق على مؤخرة شاحنة كان يختبئ بها المشتبه به الرئيسي، وانتهى الأمر بانتحار المشتبه به بإطلاق النار على نفسه من مسدس كان يحمله.
أما أول استخدام لغاز سي إس في مكافحة الشغب في الأراضي البريطانية فقد كان في منطقة توكستيث في ليفربول سنة 1982.
استخدمت الشرطة البريطانية رذاذ غاز سي إس الذي يشل القدرة على الحركة للمرة الأولى سنة 1995. ويتوفر على شكل علبة رذاذ صغيرة تحتوي على محلول السي إس تركيزه 5% مع مذيب من مادة ميثيل أيزوبيوتيل كيتون، ويستمد الرذاذ قوة دفعه من نيتروجين مضغوط. ويوجه السائل في الاتجاه الذي يوجه فيه المستخدم العلبة التي تحتويه، بدقة لا تتجاوز 4 أمتار. وتلزم الشرطة البريطانية أفراد الشرطة الذين يتعاملون مع هذا النوع من الرذاذ باجتياز تدريب خاص عليه. ويصنف القانون البريطاني السي إس وغيره من أنواع الرذاذ التي تشل الحركة كأسلحة محظور على المواطنين امتلاكها. وقد توقفت بعض وحدات الشرطة مؤخراً عن استخدام السي إس وبدأت في استخدام رذاذ البافا (بالإنجليزية: PAVA spray)‏ الحديث.
في 1 مارس 1996 بدأ 16 فرعاً من الشرطة الإنجليزية تجربة للغاز مدتها 6 شهور، ولكن ما إن انقضى أسبوعان من بداية هذه التجربة حتى وقعت بسببه حادثة راح ضحيتها لاجئ إفريقي. إذ اقتيد اللاجئ الغامبي إبراهيم سيه إلى قسم شرطة إلفورد في شرق لندن، وفي محاولة للسيطرة على الرجل، قام أحد رجال الشرطة برش رذاذ السي إس عليه ثم طرحه أرضاً لمدة تزيد عن 15 دقيقة، انتهت بوفاته. ورغم أن هيئة المحلفين أصدرت بعد الاستجواب قراراً بتوصيف الواقعة كجريمة قتل غير قانوني، إلا أنه لم توجه أي اتهامات لأي من أفراد قوة الشرطة التي اشتركت في الواقعة.
ويتطلب استخدام رذاذ غاز سي إس في الشرطة البريطانية أن يحصل فرد الشرطة القائم باستخدامه على تدريب خاص قبل أن يصرح له بحمله كوسيلة للحماية الشخصية. يتضمن ذلك التدريب أن يعرض الشرطي شخصياً لرذاذ سي إس تركيزه 3% أثناء التدريبات. كما يدرب هؤلاء الأفراد على كيفية إسعاف من يتعرض لهذا الرذاذ بعد نجاح السيطرة عليه. وتستخدم معظم وحدات الشرطة البريطانية رذاذ سي إس، غير أن بعض الوحدات تحولت إلى استخدام رذاذ بافا (فينيلاميد حمض البيلارغونيك، المعروف أيضاً باسم النونيفاميد).
وتستخدم الشرطة البريطانية رذاذ سي إس يبلغ تركيزه 5 أضعاف ذلك النوع الذي تستخدمه قوات الشرطة الأمريكية (5% مقابل 1% على الترتيب).
وقد ناشدت الجمعية الوطنية للصحة العقلية (المعروفة باسم Mind) سنة 1999 بوقف العمل بهذا الرذاذ لحين خضوعه لاختبارات كاملة للتأكد من مدى الأمان في استخدام غاز سي إس.
وفي فبراير 2006 انطلقت مناشدات بحظر استخدام رذاذ سي إس في المملكة المتحدة، بعد أن أصيب دان فورد (من ويرهام في مقاطعة دورست) بتشوهات مستديمة في وجهه نتيجة تعرضه لإطلاق ذلك الرذاذ بشكل مباشر. وهو ما حدا بالأطباء لمنع فورد من التعرض لأشعة الشمس لمدة 12 شهراً على الأقل. وقد وصفته إحدى قريباته منظره بعد هذه الواقعة بأنه أصبح شبيهاً «برجل في حالة ذوبان، تنزّ السوائل من وجهه باستمرار».
وفي يناير 2011 استخدمت شرطة العاصمة البريطانية غاز سي إس في مواجهة إحدى المظاهرات المناهضة للسياسات الضريبية في لندن.
كما يستخدم الجيش البريطاني غاز سي إس سنوياً في اختبارات الاستعداد لمواجهة الأخطار الكيماوية والبيولوجية والنووية والإشعاعية، وفي هذه التدريبات يعرض أفراد الجيش لغاز سي إس دون استخدام وسائل الوقاية الشخصية.

### الولايات المتحدة
تستخدم العديد من قوات الشرطة في الولايات المتحدة غاز سي إس. ومن أشهر الحالات التي استخدم فيها داخل الولايات المتحدة الأمريكية استخدام ضباط مكتب التحقيقات الفيدرالي له أثناء حصار واكو الشهير سنة 1993.
كما استخدمت قوات مكافحة الشغب غاز سي إس في بيتسبرغ بولاية بنسلفانيا لقمع الاحتجاجات التي اندلعت أثناء قمة مجموعة العشرين سنة 2009.
وفي يوم 21 مايو 1969، وقع ما سمي بأحداث الخميس الدامي في بيركلي بولاية كاليفورنيا، حيث تجمع الآلاف لإحياء ذكرى جيمس ريكتور، وهو طالب قتلته الشرطة بالرصاص. ودون سابق إنذار، أحاطت قوات الحرس الوطني بالميدان مرتدية أقنعة واقية من الغاز، ثم صوبت أسلحتها نحو الموجودين داخله، بينما شرعت طائرات هليكوبتر في إسقاط غاز سي إس مباشرة على الحشد المحاصر، والذي أغلقت أمامه منافذ النجاة، مما أحدث أعداداً كبيرة من حالات ضيق التنفس والاضطراب والعمى المؤقت والقيء، كما أصيب الكثيرون (ومن بينهم أطفال وعجائز) من جراء الهرج الذي نجم عن ذلك. وقد كانت كميات الغاز من الضخامة حتى أن الرياح حملتها إلى مستشفى كاول التذكاري القريب من المكان، مما هدد صحة المرضى، وتسبب في توقف العمليات الجراحية وإصابة بعض الممرضات بالشلل المؤقت، كما تأثرت أيضاً مدارس فرانكلين الابتدائية.

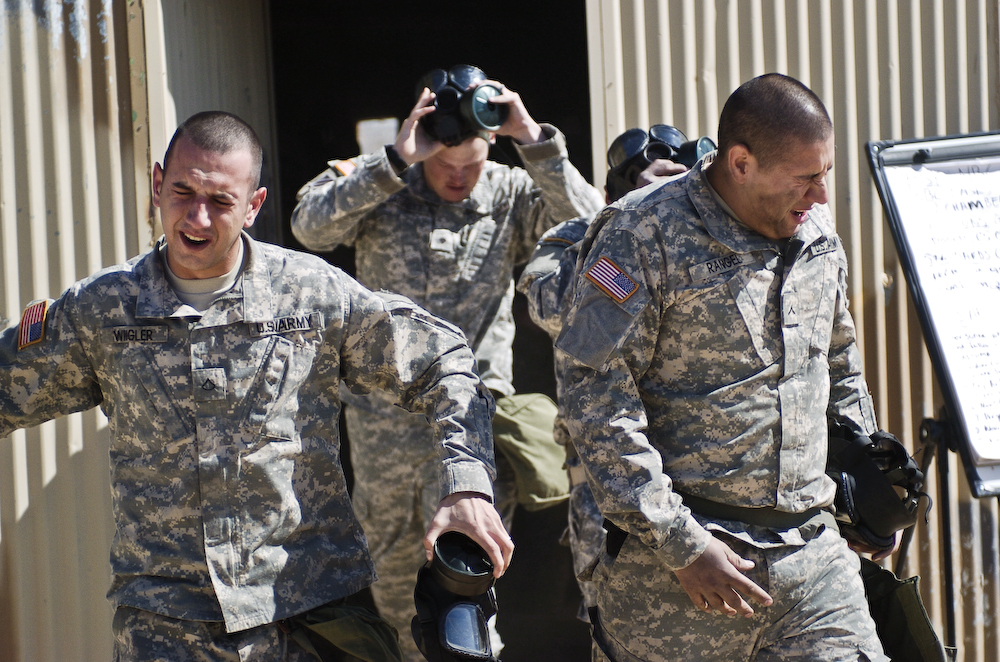
جنود أمريكيون بعد تعرضهم لغاز سي إس كجزء من تدريباتهم

يعرض جنود وضباط الجيش الأمريكي لغاز سي إس كجزء من تدريباتهم، ويعد هذا التدريب جزءاً أساسياً من التدريب العسكري الأولي في الجيش الأمريكي والقوات الجوية والبحرية وفي تدريبات مشاة البحرية (المارينز). كما تتدرب بعض وحدات الجيش الأمريكي ميدانياً على استخدام قنابل الغاز المسيل للدموع.

### اليونان
ما زالت قوات مكافحة الشغب اليونانية تستخدم غاز سي إس بشكل متكرر لقمع احتجاجات الطلبة والعمال وشغب الملاعب. وقد استخدمت في بعض الحالات عبوات غاز مر 30 عاماً على انتهاء صلاحيتها. وقد تعرضت السلطات اليونانية لانتقادات عديدة في الداخل وفي محيط الاتحاد الأوروبي بسبب استخدامها للغاز المسيل للدموع [بحاجة لمصدر].
'ـ ـ ـ السودان ـ ـ'
استخدم هذا الغاز بكثافة من قبل القوات الحكومية السودانية التي تواجه المظاهرات السلمية المندد بالإجراءات الاقتصادية وما صاحبها من ارتفاع في أسعار السلع والمحروقات، ويلاحظ أن القوات تستخدم العنف لتفريق المحتجين الذين بدأوا في تسيير مظاهراتهم السلمية منذ الاسبوع الثاني من يونيو 2012 م وتعمل قوات الشرطة والقوات الأمنية على استحدام غاز سي إس في أيام الجمع عقب الصلاة حيث اعتاد المتظاهرون الخروج من المساجد الشهيرة خاصة مسجد السيد عبد الرحمن المهدي بام درمان التابع لطائفة الأنصار بقيادة السيد الصادق المهدي إمام الأنصار، وهنالك أيضا مسجد السيد علي وهو يتبع لطائفة الختمية ويقع في مدينة بحري.

### مناطق أخرى من العالم

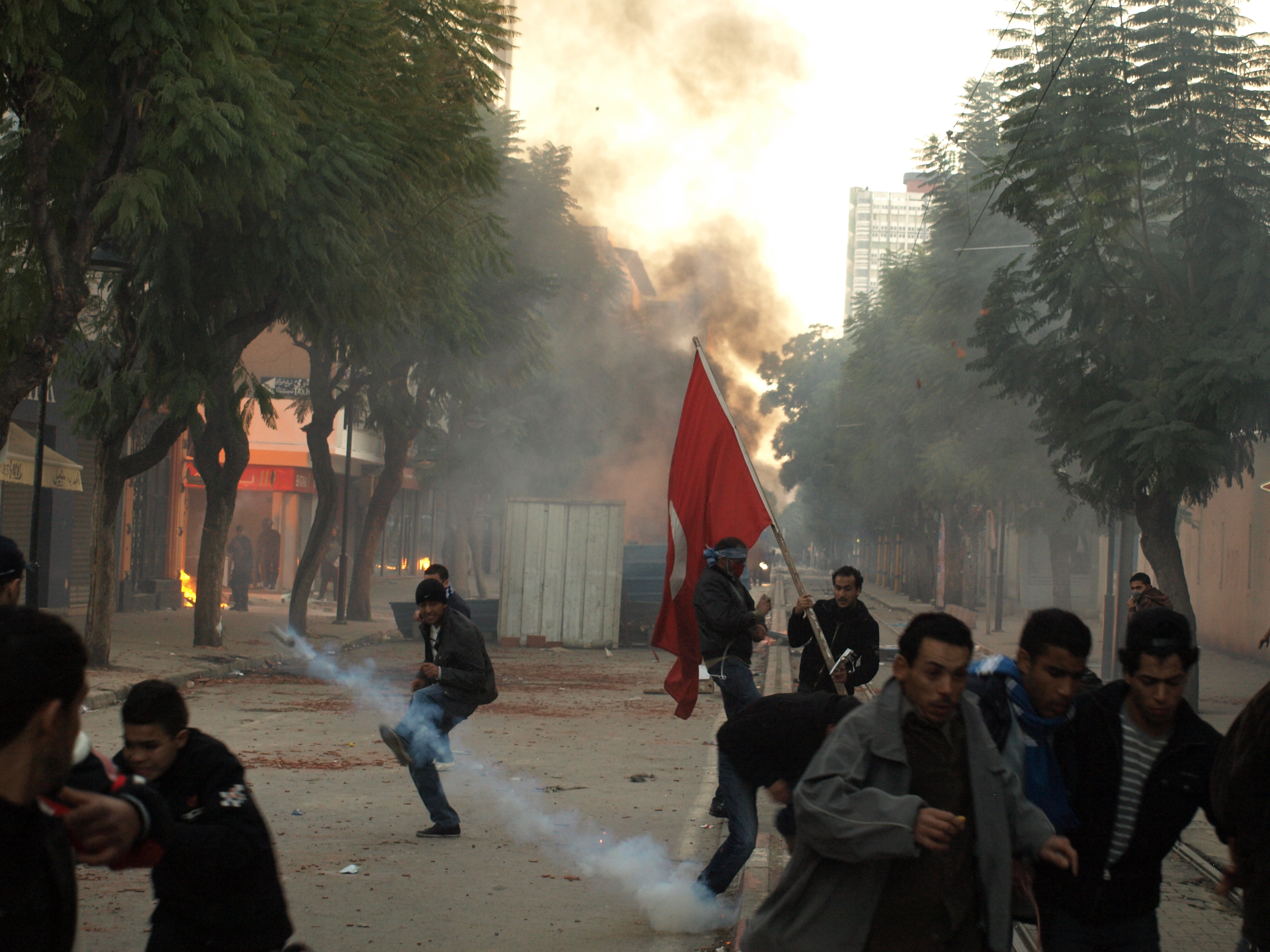
متظاهرون تونسيون أثناء تعرضهم لإطلاق قنابل مسيلة للدموع إبان الثورة التونسية

استخدم غاز سي إس لقمع الاحتجاجات في العاصمة الزامبية لوساكا سنة 1997، وقمع الاحتجاجات ضد منظمة التجارة العالمية في سياتل سنة 1999، وقد ذكر تقرير لمنظمة العفو الدولية أن الغاز المستخدم كان من تصنيع شركة بينز-ويسكس البريطانية، وطالبت بحظر تصديره إلى الدول التي لا توفر أنظمتها تدريباً كافياً لقواتها الأمنية على استخدام الغاز، وإلى الدول التي تستخدمه «بطريقة مخالفة لتعليمات الاستخدام التي تصدرها الشركة المنتجة».
وفي سنة 2000 كشفت صحيفة الغارديان البريطانية عن استخدام شركة إتش بي بي البريطانية لثغرات قانونية لتصدير الغاز إلى شركة أمن خاصة في رواندا، منتهكة في ذلك الحظر الذي فرضته الأمم المتحدة، كما ذكرت الغارديان أن ميليشيات الهوتو الرواندية استخدمت غاز سي إس لإجبار التوتسي على الخروج من منازلهم ثم مهاجمتهم وقتلهم خارجها.
استخدم في البحرين عامي 2011 و 2012 لقمع الاحتجاجات السلمية والمناطق السكنية للمدنيين وقد ادت استخدامه إلى العشرات من حالات الوفاة المباشرة والغير مباشرة
استخدم غاز سي إس أيضاً كل من حكومة جنوب أفريقيا، والسلطات الإسرائيلية ضد الفلسطينيين، وحكومة كوريا الجنوبية في سيول، كما استخدمه الصرب أثناء الصراع في البلقان. واستخدمته الشرطة في مالطة بين عامي 1981 و1987 في مواجهة الحزب القومي.
استخدم غاز سي إس المسيل للدموع أيضاً في تفريق الاحتجاجات التي اندلعت أثناء قمة مجموعة الثماني في جنوة بإيطاليا، وفي تفريق الاحتجاجات المناهضة للعولمة التي شهدتها مدينة كيبيك الكندية أثناء قمة الأمريكتين.
وتقوم جيوش كل من كندا والنرويج وأستراليا بتدريب جنودها على غاز سي إس بطريقة مماثلة لتدريبات الجيش الأمريكي، باعتباره جزءاً أساسياً من التدريب على الأسلحة الكيماوية والبيولوجية والإشعاعية والنووية الذي يجرى في هذه الجيوش. حيث يتم إطلاق الغاز عن طريق إشعال أقراص منه في مبانٍ مخصصة لهذا الغرض (تسمى أكواخ الغاز). وعلى الجندي أن يدخل المبنى مجرداً من جميع وسائل الوقاية الشخصية، ويتوجب عليه أن يعد قناع الغاز ويطهره قبل مغادرته المكان. وهناك تدريبات أخرى تجرى في هذا الصدد، وبعض الوحدات الخاصة النرويجية تعرض أفرادها لغاز سي إس أثناء قيامهم بمجهود بدني مثل تمرين الضغط.